# Shiva N'Zigou
Shiva-Star N'Zigou (Tchibanga, Gabón, 24 de octubre de 1978) es un exfutbolista gabonés. Jugó profesionalmente en Francia, Gabón y Bélgica.

## Selección nacional
Fue internacional con la selección de fútbol de Gabón, llegando a jugar 30 partidos y a anotar 10 goles.
Actuó en la Copa Africana de Naciones de 2000, donde, el día 23 de enero, registró el récord de ser el jugador más joven en la historia del torneo -16 años y 93 días- en anotar un gol, luego de haber convertido el único tanto de su equipo en la derrota 1-3 ante Sudáfrica. Sin embargo 18 años más tarde se develaría que, en ese momento, el jugador tenía más edad de la que afirmaba tener.

## Clubes
| Club                        | País    | Año       |
| --------------------------- | ------- | --------- |
| FC Nantes                   | Francia | 1999-2004 |
| FC Gueugnon                 | Francia | 2004-2005 |
| FC Nantes                   | Francia | 2005      |
| Stade de Reims              | Francia | 2005-2010 |
| Excelsior Virton            | Bélgica | 2011      |
| Union Royale Namur          | Bélgica | 2011      |
| Missile FC                  | Gabón   | 2011-2013 |
| FC 105 Libreville           | Gabón   | 2013      |
| Vendée Fontenay Foot        | Francia | 2013-2014 |
| Saint-Nazaire               | Francia | 2014-2015 |
| FC Bouaye                   | Francia | 2015-2016 |
| Cercle Olympique de Cerizay | Francia | 2016-2017 |

## Vida personal
En 2018 se supo que el exfutbolista confesó públicamente en un templo cristiano evangélico al cual asistía que su padre habría asesinado a su madre para ofrendarla en un ritual a unos dioses que le ayudarían en su carrera. En esa ocasión mencionó también haber practicado el incesto y la homosexualidad, y aseguró ser cinco años mayor de lo que se le tenía registrado.
Posteriormente N'Zigou aparecería como miembro de un grupo de exfutbolistas que denunció haber sido víctima de pedófilos que trabajaban para los seleccionados juveniles de Gabón.